# Fatukopa (plaats)
Fatukopa is een bestuurslaag in het regentschap Timor Tengah Selatan van de provincie Oost-Nusa Tenggara, Indonesië. Fatukopa telt 2187 inwoners (volkstelling 2010).